# Whempstead
Whempstead – wieś w Anglii, w hrabstwie Hertfordshire. Leży 8 km na północ od miasta Hertford i 40 km na północ od centrum Londynu.